# Фундуклеевская женская гимназия
Фундукле́евская же́нская гимна́зия (рус. дореф. Фундуклѣевская гимназія; другое название — Киево-Фундуклеевская гимназия) — бывшее среднее общеобразовательное заведение в Киеве; первая женская гимназия в Российской империи. В гимназию принимались девочки от 9 до 13 лет с шестилетним сроком обучения. Учреждение было в ведении Ведомства учреждений императрицы Марии.
Основана 7 (19) января 1860 как женское училище (с 1862 — гимназия) бывшим киевским губернатором и меценатом Иваном Фундуклеем, который пожертвовал в пользу гимназии свою усадьбу по ул. Кадетская, 6 (ныне Богдана Хмельницкого), а также выделял собственные средства на её ежегодное содержание. В связи с этим его именем была названа и гимназия и улица, на которой она располагалась. Прекратила существование в 1919 году.
В гимназии учились поэтесса Анна Ахматова (Горенко), певицы Ксения Держинская и Мария Донец-Тессейр, историк Наталья Полонская-Василенко; преподавали известные учёные; в 1903 году размещалась газета «Искра».

## История

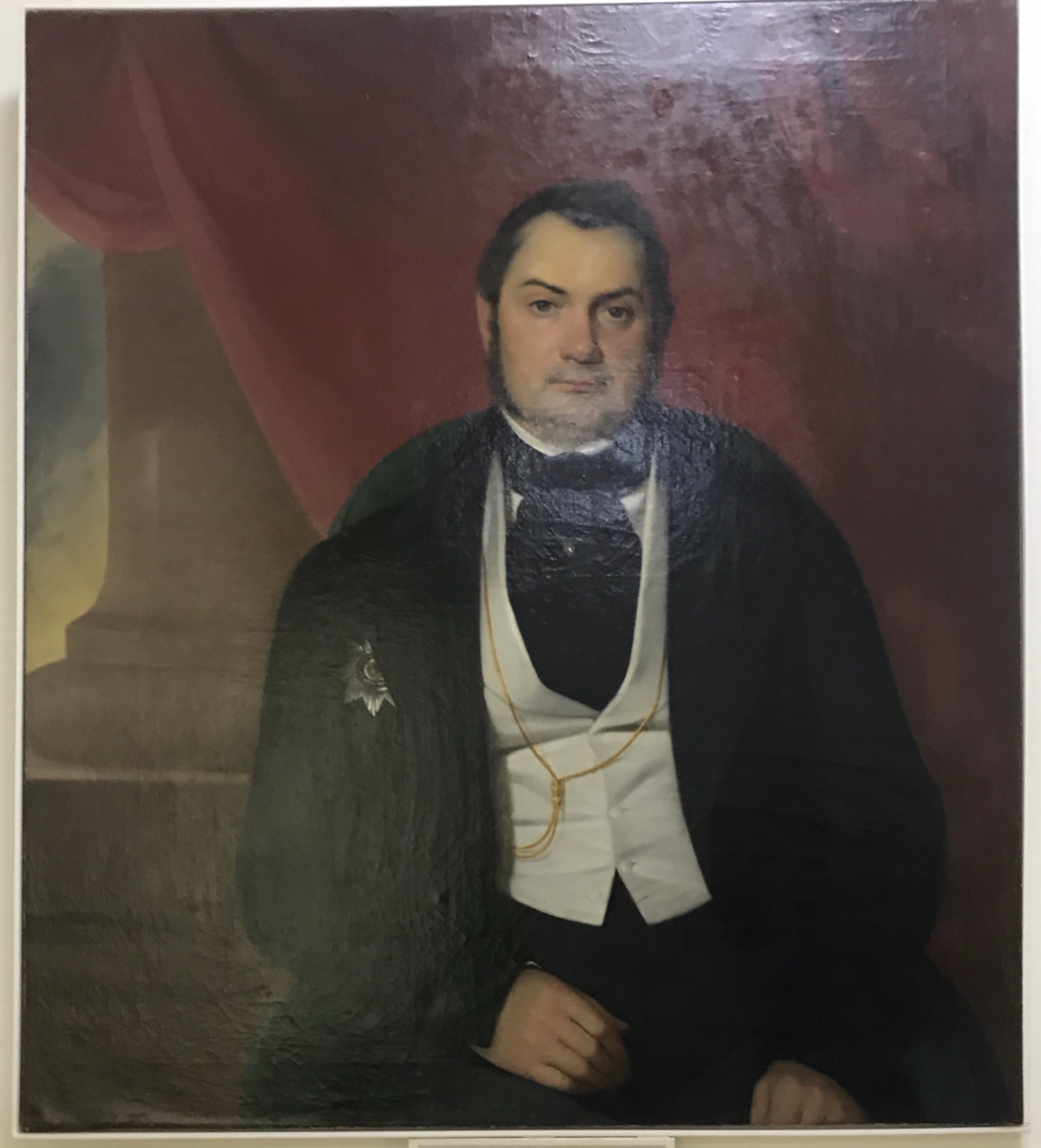
Генрих Гольпейн, «Портрет Ивана Фундуклея» (1799—1880); 1840-е—1850-е. Национальный музей истории Украины. Киев

В середине XIX века сеть женских учебных заведений Киева состояла лишь из Института благородных девиц (1838) (ул. Институтская, 5) и двух школ, которые располагались в Лыбедской части города. Одна из них находилась при Свято-Троицкой церкви на Новом Строении (не сохранилась; располагалась возле нынешнего Театра оперетты на Большой Васильковской ул.), другая — в частной собственности. В 1857 году российский император Александр II начал реформирование женского образования одобрением проекта отечественного педагога Николая Вышнеградского, предусматривающего открытие во всех губернских и больших уездных городах училищ для девушек всех сословий с целью получения ими среднего образования.
Первое такое училище (Мариинское; в 1862 переименованное в Мариинскую женскую гимназию) открылось 19 апреля 1858 года в Петербурге при содействии некоторых членов царской семьи. Киевская городская казна на то время необходимой суммы не имела. Также не увенчались успехом попытки отдельных влиятельных людей города, среди которых был хирург Николай Пирогов, решить эту проблему другим путем. Но выход из сложившейся ситуации нашел городской генерал-губернатор Илларион Васильчиков, который обратился к бывшему (1839—1852) киевскому гражданскому губернатору Ивану Фундуклею, который жил в то время в Варшаве. Фундуклей собирался продать Одессе оба своих дома, находившихся на Кадетской улице (ныне ул. Богдана Хмельницкого), 6 в Киеве. Именно Васильчиков переубедил Фундуклея, что дома больше нужны Киеву, чем Одессе и в их помещениях будет размещаться будущее женское училище. На его содержание он дополнительно обязался выделять ежегодно от суммы из доходов от своих имений по 1200 рублей в течение всего времени, пока оно будет существовать; стоимость самих домов составляла около 60 000 рублей. Торжественное открытие городскими властями первого в Юго-Западном краеженского училища ведомства учреждений императрицы Марии, которое по высочайшему приказу получило название Фундуклеевской, произошло 7 (19) января 1860 года; это было 6-классное учебное заведение открытого типа. Император назначил его почетным пожизненным попечителем именно Ивана Фундуклея, в то время как должности попечителей в нём занимали, как правило, киевские гражданские губернаторы, в частности Сергей Гудим-Левкович и Лев Томара.
Первыми воспитанницами нового заведения стали 40 девочек в возрасте от 9 до 13 лет, из всех сословий, от дворянского до крестьянского; среди их числа была и дочь генерал-губернатора Иллариона Васильчикова, которую он отдал сюда, чтобы показать пример. В следующем году после открытия насчитывалось уже 600 учениц. Плата за обучения была сравнительно невысокой. Например, в 1865 году стоимость для первых трех классов составляла 15 рублей серебром в год, а для остальных классов — 25 рублей. Посещение необязательных уроков (например, немецкий и французский языки, рисование, педагогика, танцы и др.) стоило 5 рублей в год.
Занятия начинались в 9:00 утра и заканчивались в 14:30 в классах, в которых насчитывалось не более 30-40 учениц. Между вторым и третьим уроками была перемена продолжительностью 30 минут. От поступавших в первый класс требовалось умение читать, писать и считать. До 1864—1865 учебного года первые три класса этого учебного заведения (в 1862 году оно стало гимназией) составляли полностью самостоятельный курс, по окончании которого воспитанницы имели возможность, не продолжая обучения, получить аттестат. Этот порядок больше устраивал девушек из не очень богатых семей.
В 1868 году гимназия стала семиклассной. В ней преподавались следующие дисциплины: Закон Божий, русский язык и словесность, история (общая краткий курс, отечественная — полный курс), география, природоведение, арифметика и понятия об измерениях, женское рукоделие, пение, чистописание и рисование, французский, польский и немецкий языки, музыка и танцы. Эти дисциплины делились на обязательные и необязательные.
Гимназия не получала финансирование из государственной казны. На содержание своих учениц она тратила не значительные суммы — 36 рублей 23 копейки ежегодно на человека (в других учебных заведениях на то время — от 53 до 106 рублей). Иногородние проживали в частных пансионах О. С. Криницкой, Н. А. Леонович и Е. Ф. Янст. В 1865 году к гимназии было присоединено (в педагогическом отношении) женское училище графини Е. В. Левашовой, которое размещалось в собственном здании на улице Владимирской, 54, и в том же 1865 году превратилась в пансион. А ещё раньше (20 января 1861 года) при ней был создан Подольский филиал, который в 1872 году получил статус независимой Киево-Подольской женской гимназией.

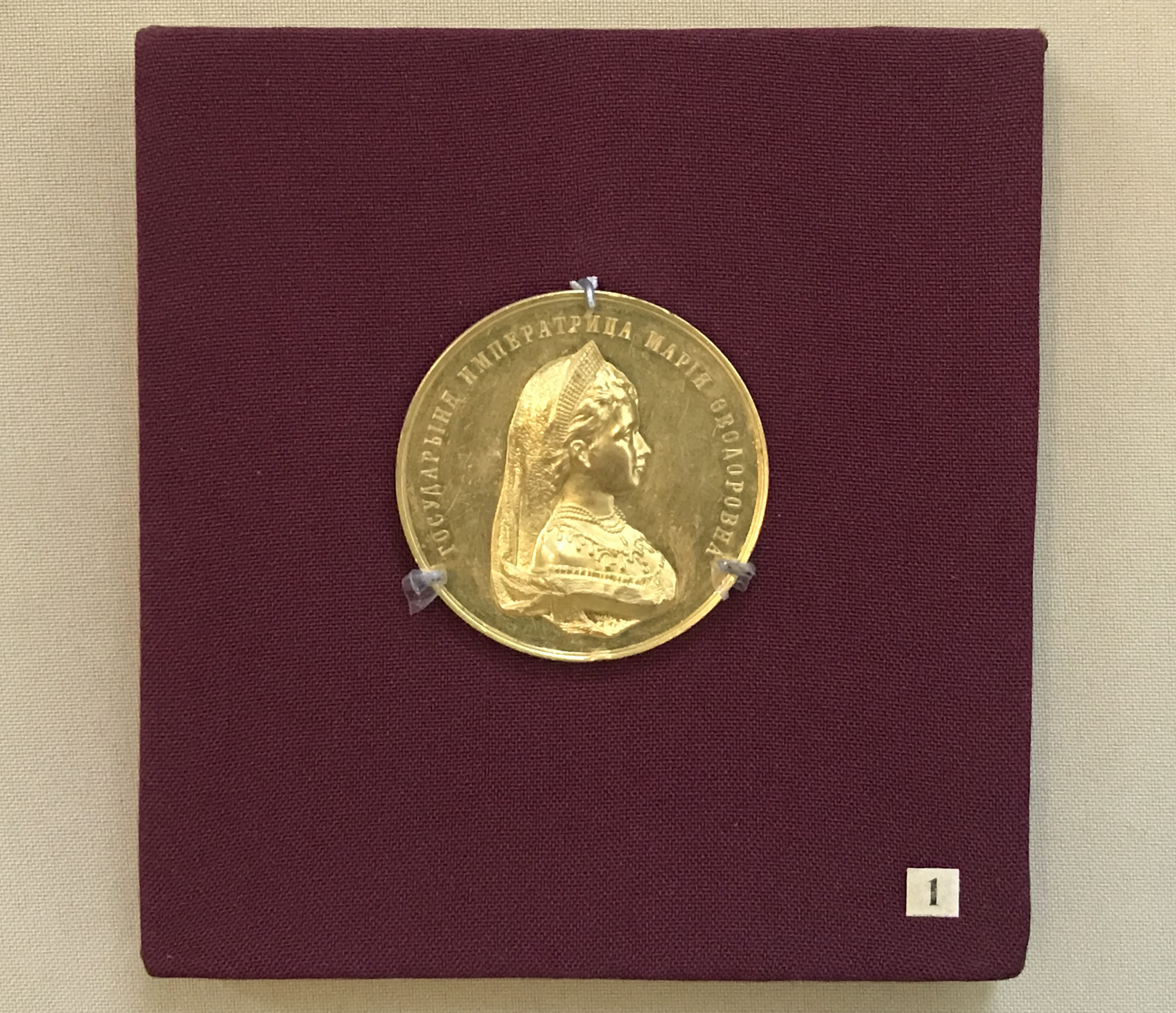
Золотая медаль выпускницы Киевской Фундуклеевской гимназии З. В. Рейнбот, 1902 г. Национальный музей истории Украины, Киев

Фундуклей (который умер в 1880 году в Москве) неоднократно наведывался в гимназию, каждый раз жертвуя значительную сумму денег на приобретение книг для её библиотеки, на покупку инструментов для физкабинета и пр. цели. Учитывая его заслуги перед Киевом, в 1869 году Городская дума постановила переименовать Кадетскую улицу в Фундуклеевскую, а через несколько лет присвоило ему звание почетного гражданина Киева. 21 декабря 1869 в здании гимназии произошло учредительное заседание киевского отделения Славянского благотворительного общества. В начале 1880-х годов количество учениц уже составляло 680 человек, а плата за обучение увеличилась до 55 рублей в год. Воспитанницы испытывали неудобство из-за отсутствия в гимназии рекреационного зала и домовой церкви. Руководство гимназии решило заняться обустройством зала и сооружении церкви путем объединения верхних этажей главного здания и флигеля. Из-за финансовых трудностей это удалось реализовать лишь к 1892 году под руководством гимназического архитектора К. К. Тарасова. Академик Афанасий Рокачевский написал 11 икон для домовой церкви во имя Святых Жен-Мироносиц. Потребности гимназии, которые росли с каждым годом, не оставались без внимания заинтересованных лиц. В ней были учреждены для бедных учениц именные стипендии генерал-адъютантов Николая Анненкова, Александра Безака и Иллариона Васильчикова, а также генерал-лейтенанта Петра Кононовича. Её почётный попечитель Лазарь Бродский (в 1899 году его сменил купец 1-й гильдии Лев Гинзбург) жертвовал ежегодно по 300 рублей на библиотеку и по 500 рублей на преподавание искусств. Количество воспитанниц продолжало расти и к концу ХІX столетия насчитывало около 870 человек. Возникла острая проблема расширения помещений гимназии путём возведения в усадьбе пансиона Левашовой отдельного здания стоимостью 400 000 рублей. Пожертвования поступили от Льва Бродского и Николы Терещенко (по 15 000 рублей), и от Семёна Могилевцева (2000 рублей), а проект будущего строения разработал местный архитектор Александр Кобелев.
В 1903 году в здании гимназии размещалась газета «Искра». В начале ХХ столетия гимназия считалась одной из лучших в городе. В её первый класс стали принимать девочек в возрасте от 10 до 12 лет. Всех классов, включая параллельные, было 16. В 1910 году в них училось уже 648 человек, православных среди которых было 569, иудеек — 46, католичек — 28, лютеранок — 5. Выпускницы жили помимо царской России, в Болгарии, Македонии, Белграде, Салониках, Ницце и других странах и городах Европы. 27 ноября 1916 года они учредили Общество бывших воспитанниц гимназии с целью поддержания постоянной связи друг с другом. Начиная с 1917 года, в отдельных помещениях гимназии находилась городская продовольственная управа, на смену которой пришли учащиеся Императорской Александровской (Первой) мужской гимназии. Прерванные гражданской войной занятия возобновились 13 сентября 1919 года, и тогда здесь на некоторое время открылась полноправная женская гимназия Общества бывших воспитанниц этого учебного заведения.
При советской власти в помещение бывшей Фундуклеевской женской гимназии работали: Институт внешних отношений, рабочая школа, 1-я химическая профшкола, курсы стенографии, бухгалтерии и машинописи и др. Длительное время в нём был открыт Дом моделей одежды, ныне тут (по ул. Богдана Хмельницкого, 6) размещается АО "Национальная акционерная компания «Нафтогаз Украины».

## Здание гимназии

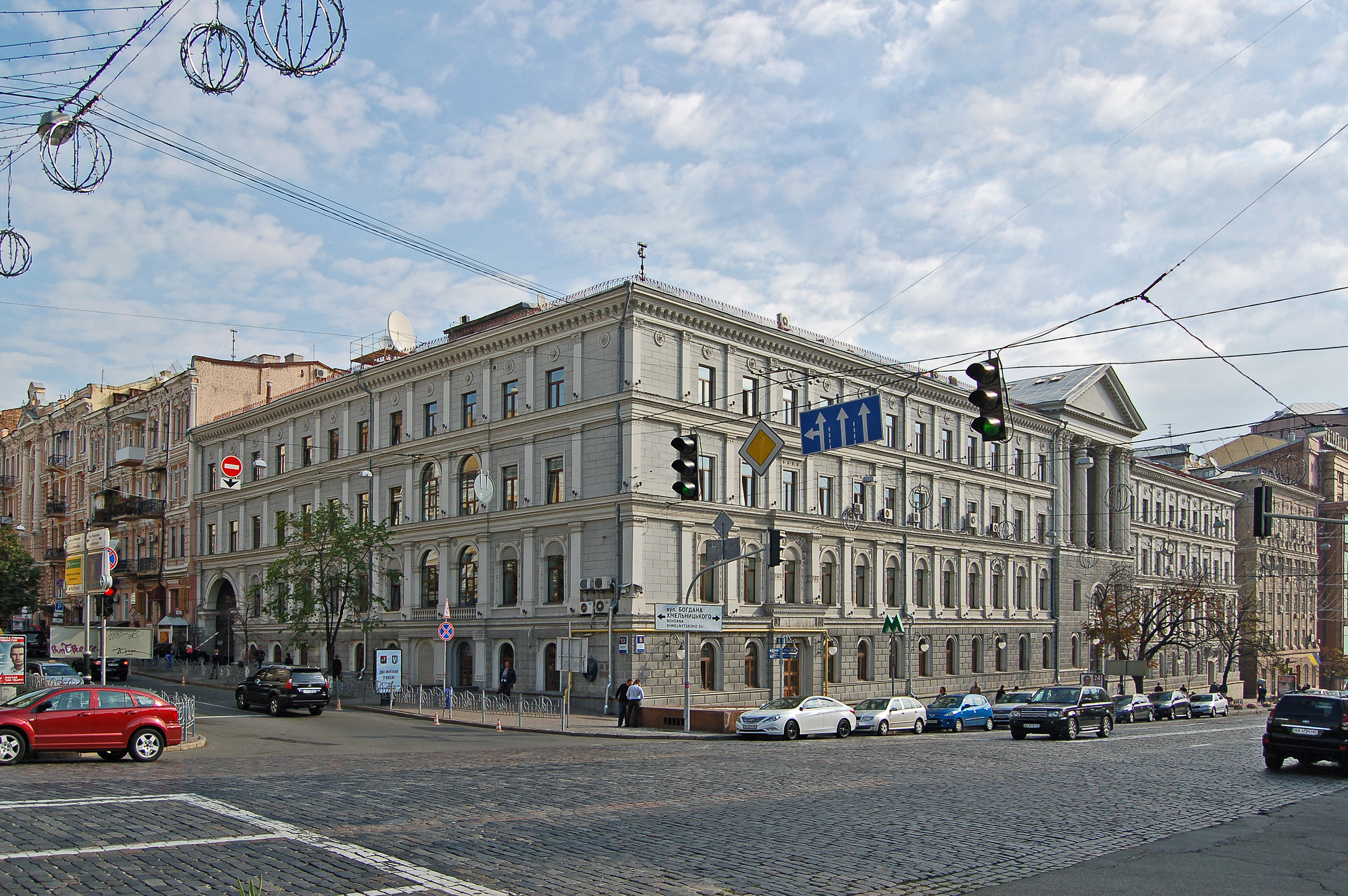
Современный вид бывшей Фундуклеевской гимназии — здание предприятия «Нафтогаз Украины» (улица Богдана Хмельницкого, 6).

Усадьбы упоминается с конца. 1840-х гг., когда её владельцем стал поручик корпуса лесничих А. Юров, который продал участок в 700 кв. саженей с публичных торгов надворному советнику Н. Судиенко. Тот, по купчей от 25 сентября 1852 года, продал за 18 тысяч рублей каменные двухэтажные дом и флигель, а также деревянный сарай Киевскому губернатору (до 1852 года) Ивану Фундуклею.
В 1860 году Фундуклей выделил 2500 рублей на ремонт двухэтажного дома. В связи с постоянным ростом количества учениц в 1875 году по проекту архитектора Александра Беретти была сооружена пристройка во дворе гимназической усадьбы, а в 1876—77 годах архитектором Александром Шиле были расширены классные помещения (сумму в размере 10 000 рублей выделил Фундуклей). Тогда же построена домовая церковь.
Дом на Фундуклеевской улице, 6 планировалось переоборудовать или под квартиры на верхних этажах и 12 магазинов на первом этаже, или снести его и на этом месте построить доходный дом по московскому проекту и под руководством инженера Д. А. Шпеллера. Однако от этого варианта пришлось отказаться, после чего стали обсуждать осуществление надстройки над существующим третьим этажом с одновременным строительством со стороны Пушкинской улицы нового 4,5-этажного доходного дома всё с теми же 12 магазинами на первом этаже. Ведомство учреждений императрицы Марии, в подчинении которого находилась гимназия, даже успело выделить 250 000 рублей, которых в итоге оказалось недостаточно. Ни тот, ни этот варианты расширения помещений гимназии реализованы не были (позже надстройка была осуществлена лишь в 1950-х).

## Лица, связанные с гимназией

### Известные преподаватели
Первым директором (декабрь 1859—июль 1888) училища и гимназии (с 1862) стал историк литературы Андрей Линниченко (1822—1888), адъюнкт-профессор Императорского университета Св. Владимира; одновременно он был преподавателем русской словесности в училище графини Е. Левашовой (1855—60), Институте благородных девиц (1856—65) и директором Киево-Подольской женской гимназии (1877-88). В разные годы в гимназии работали: историк Николай Василенко (который преподавал историю в 1894—1903), будущий философ Густав Шпет (преподавал в 1906/07 учебном году), Оскар Страус (преподавал с 1890 года), Елизавета де Витте (в 1897—1904 годах была директором пансиона при гимназии) и др.
Также 1880—1889 годах здесь работал архитектор Александр Шиле, в 1896—1897 годах архитектором был Ипполит Николаев.

### Известные выпускницы
С Фундуклеевской гимназией связаны имена многих известных женщин страны. В ней учились Екатерина Десницкая — будущая сиамская принцесса, Анна Горенко (в будущем поэтесса Анна Ахматова; училась 1906—1907, среди её преподавателей — будущий известный философ Густав Шпет, математик Юлий Кистяковский), оперные певицы Мария Климентова-Муромцева, Надежда Забело-Врубель, народная артистка СССР Ксения Держинская, народная артистка УССР Мария Донец-Тессейр, историк Наталья Полонская-Василенко и др.

## Форма

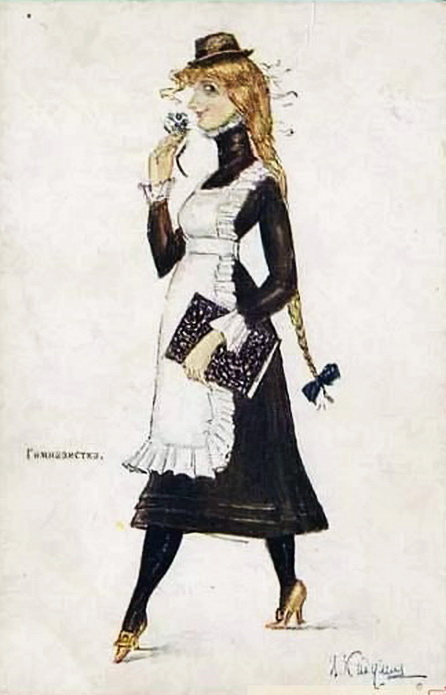
Гимназистка в форме Фундуклеевской гимназии. Открытка работы Владимира Кадулина, 1900-е годы

В 1861 году для учениц гимназии была введена особая школьная форма — коричневое платье, поверх которого на занятиях одевался чёрный фартук. Через несколько лет ношение фартука было сделано постоянным. А к концу XIX века гимназистки получили и парадную форму — с белым фартуком и белым воротником. Эта школьная форма в незначительно модернизированном виде дожила до распада СССР.
Также в начале XX века к форме Фундуклеевской гимназии добавились коричневые шляпы оригинального фасона, которые ученицы носили на улице и на наиболее торжественных мероприятиях.